# Givet
Givet är en fransk stad belägen på ömse sidor om Maas i departementet Ardennes.
Givet hörde fram till 1678 till Spanska Nederländerna och här fanns tidigare en av Frankrikes starkaste fästningar, byggd av Sébastien Le Prestre de Vauban och nedlagd 1899. På västra stranden ligger spärrfortet Charlement, som 31 augusti 1914 efter några dagars beskjutning med tunga mörsarbatterier erövrades av 24:e saxiska reservdivisionen och förblev i tysk kontroll under resten av kriget. Här fanns tidigare även en gränsstation för franska östbanan före gränspassagen in i Belgien.

## Befolkningsutveckling
Antalet invånare i kommunen Givet
| Referens: INSEE |